# Prélude et Fuguette
Le Prélude et Fuguette, op. 98, est une œuvre de la compositrice Mel Bonis, datant de 1914.

## Composition
Mel Bonis compose son Prélude et Fuguette pour orgue à pédales. L'œuvre, datée de 1913-1914, est publiée à titre posthume par les éditions Armiane en 2011.

## Analyse
Le manuscrit porte la mention « Quatre pièces pour orgue à pédales, Prélude Fuguette Choral Communion, Mel Bonis 1913-1914 ». L'œuvre devait être regroupée avec le Choral et la Communion. L'abbé Joseph Joubert a possiblement laissé des indications de registrations sur cette œuvre. La correspondance de ce dernier a notamment permis de montrer qu'il a eu le manuscrit entre les mains. Le titre de l'œuvre est très en vogue à cette époque. Cette pièce allie liberté formelle et réutilisation du matériel thématique. Elle provient néanmoins d'une œuvre précédemment écrite pour ensemble instrumental : la Suite pour instruments à vent, renommée ensuite Suite dans le style ancien.

## Sources
- Étienne Jardin, Mel Bonis (1858-1937) : parcours d'une compositrice de la Belle Époque, 2020 (ISBN 978-2-330-13313-9 et 2-330-13313-8, OCLC 1153996478, lire en ligne)